# العلاقات الأسترالية البريطانية

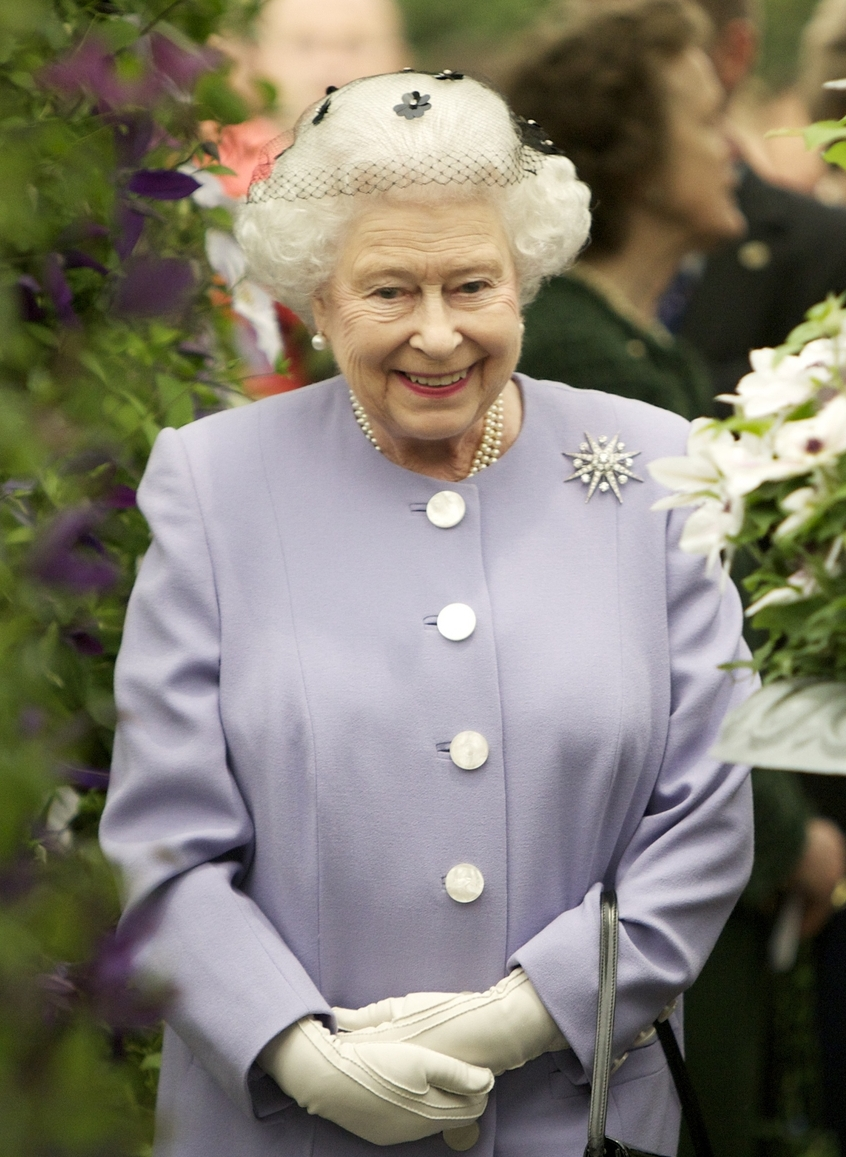
تتشارك أستراليا وبريطانيا ملكةً واحدةً: إليزابيث الثانية

العلاقات بين أستراليا والمملكة المتحدة، تُغرف أيضًا باسم العلاقات الأنجلو-أسترالية، وهي العلاقات بين عالمي الكومنولث في أستراليا والمملكة المتحدة. تتخلل هذه العلاقات روابط تاريخية وثقافية ومؤسساتية ولغوية، عدا عن الصلات المتينة بين الشعبين، والمصالح الأمنية المتوافقة، والبطولات الرياضية (كبطولة ذا آشز مثلًا)، فضلًا عن التعاون التجاري والاستثماري البارز.

## التاريخ
أبحر قائد البحرية الملكية جيمس كوك في عام 1770، خلال رحلته الأولى إلى المحيط الهادئ، على طول الساحل الشرقي لأستراليا ورسم خرائط له، والتي سماها نيو ساوث ويلز وادعى أنها لبريطانيا العظمى. بعد سبعة عشر عامًا، وبعد خسارة مستعمراتها الأمريكية عام 1783، أرسلت الحكومة البريطانية أسطولًا من السفن، والمسمى «الأسطول الأول»، بقيادة الكابتن آرثر فيليب، لإنشاء مستعمرة عقابية جديدة في نيو ساوث ويلز. أُنشأ معسكر ورفع العلم في سيدني كوف في 26 يناير 1788، وأُصدرت مستعمرة التاج البريطاني في نيو ساوث ويلز رسميًا في 7 فبراير 1788. أُنشأت مستعمرات تاجية أخرى في أرض فان دييمن (المعروفة الآن باسم تاسمانيا) في عام 1803 ومستعمرة نهر سوان (المعروفة الآن باسم أستراليا الغربية) في عام 1828 وجنوب أستراليا عام 1836 وفيكتوريا في عام 1851 وكوينزلاند في عام 1859. اتحدت المستعمرات الست في عام 1901 وشُكل كومنولث أستراليا ليكون دومينيونًا للإمبراطورية البريطانية.
قاتلت أستراليا إلى جانب بريطانيا وحلفائها في الحرب العالمية الأولى، لا سيما في حملة جاليبولي (ضد الإمبراطورية العثمانية) والجبهة الغربية. قاتلت مع بريطانيا وحلفائها مرة أخرى في الحرب العالمية الثانية، لحماية مستعمراتها في المحيط الهادئ من إمبراطورية اليابان.
كانت بريطانيا وأستراليا حتى عام 1949، تشتركان في قانون الجنسية المشتركة. انتهت العلاقات الدستورية النهائية بين المملكة المتحدة وأستراليا في عام 1986 بإصدار قانون أستراليا لعام 1986.
انخفضت العلاقات الاقتصادية الرسمية بين البلدين بعد انضمام بريطانيا إلى السوق الأوروبية المشتركة في عام 1973. ومع ذلك، ظلت المملكة المتحدة ثاني أكبر مستثمر أجنبي بشكل عام في أستراليا. وكانت أستراليا بدورها سابع أكبر مستثمر أجنبي مباشر في بريطانيا.
نظرًا لتاريخ أستراليا كونها مستعمرة لبريطانيا، تحتفظ الدولتان بخيوط مشتركة كبيرة من التراث الثقافي، ويكون العديد منها شائعًا في جميع البلدان الناطقة بالإنجليزية. تعد اللغة الإنجليزية هي اللغة الرئيسية لكلا البلدين. كلا النظامين القانونيين مبنيان على القانون العام.
بوم Pom هو لقب شائع أطلقه الأستراليون على البريطانيين، وقيل اللقب في دعابة بدون خبث أو تحيز، بطريقة مشابهة لكيفية استدعاء البريطانيين (وغيرهم) من الأستراليين، والإشارة إلى أستراليا باسم «أوز Oz» أو «داون آندر down under» (إشارة إلى حقيقة أن أستراليا معروفة بكونها موجودة بالكامل في نصف الكرة الجنوبي).

## الهجرة
لعبت تدفقات الهجرة من الجزر البريطانية إلى أستراليا دورًا رئيسيًا في تنمية أستراليا، وما زال شعب أستراليا في الغالب من أصل بريطاني أو إيرلندي. وفقًا لتعداد سكان أستراليا لعام 2011، فقد ولد حوالي 1.1 مليون أسترالي في بريطانيا، على الرغم من انتهاء آخر مخطط كبير للهجرة التفضيلية من بريطانيا إلى أستراليا في عام 1972.
ولدت رئيسة الوزراء الأسترالية السابقة جوليا غيلارد في باري، فالي أوف غلامورغان في ويلز. وُلد القائد السابق للحزب الليبرالي الأسترالي ورئيس الوزراء السابق توني أبوت أيضًا في بريطانيا، على الرغم من أن أبويه أستراليين.
يبلغ عدد الأستراليين في بريطانيا نحو 100,000 أسترالي، خاصة في لندن الكبرى.
في السنوات الأخيرة، كان هناك دعم متزايد لفكرة حرية التنقل بين المملكة المتحدة وكندا وأستراليا ونيوزيلندا للمواطنين القادرين على العيش والعمل في أي من البلدان الأربعة - على غرار ترتيبات السفر عبر تاسمان بين أستراليا ونيوزيلاندا.

## الجيش
للبلدين تاريخ طويل من التعاون الوثيق في الشؤون العسكرية. يتكون أعضاء التحالف العسكري في العصر الحديث من آوسكانزوكوس، بما في ذلك تحالف الخمسة أعين لتبادل المعلومات مع الولايات المتحدة وكندا ونيوزيلندا، وترتيبات الدفاع عن الخمسة قوى مع ماليزيا وسنغافورة ونيوزيلندا. بالإضافة إلى تعاونهم في مجموعات مخصصة مثل فرقة العمل المشتركة 151، لمواجهة القرصنة مقابل الصومال، والبحث عن رحلة الخطوط الجوية الماليزية رقم 370 في عام 2014. شاركت أستراليا نظام الشرف البريطاني حتى عام 1975، وهكذا مُنح أربعة أستراليين صليب فيكتوريا في حرب فيتنام على الرغم من عدم مشاركة بريطانيا.

## الدبلوماسية
ترتكز العلاقة السياسية المعاصرة بين لندن وكانبرا على حوار ثنائي قوي على مستوى رؤساء الحكومة والوزراء وكبار المسؤولين. كونها من عالم الكومنولث، تشترك الدولتان في الملك، وهو الملك تشارلز الثالث، وكلاهما عضو نشط في رابطة الشعوب البريطانيّة المعروفة بدول الكومنولث. أصبح رئيس الوزراء البريطاني توني بلير في عام 2006 أول رئيس حكومة بريطانية يخاطب البرلمان الأسترالي.
تحتفظ أستراليا بمفوضية عليا في لندن. ولدى المملكة المتحدة بدورها مفوضية عليا في كانبرا.
وقعت المملكة المتحدة وكندا في سبتمبر 2012 مذكرة تفاهم بشأن التعاون الدبلوماسي، بهدف توسيع المخطط ليشمل أستراليا ونيوزيلندا.
بعد أن صوتت المملكة المتحدة لمغادرة الاتحاد الأوروبي في يوليو 2016، اتصلت رئيس الوزراء الأسترالي مالكولم تورنبول بالاتصال برئيسة الوزراء البريطانية تيريزا ماي لتعويم فكرة اتفاقية التجارة الحرة بين البلدين بعد خروج بريطانيا من الاتحاد الأوروبي. كانت أستراليا من أوائل الدول التي أبدت اهتمامًا علنيًا بهذه الاتفاقية بعد التصويت. كما اقترح رئيس الوزراء الأسترالي إمكانية التفاوض على اتفاقات الهجرة والاتفاقيات التجارية مع البلدين ونيوزيلندا. وقد جادل العديد من الأفراد في كلا البلدين في علاقات وثيقة مقترحة واتحاد جمركي بين أستراليا والمملكة المتحدة ونيوزيلندا وكندا يدعى اتحادية كانزاك لعدة سنوات.

## الرياضة
تتفوق أستراليا في العديد من الرياضات التي نشأت في إنجلترا، ويتمتع البلدان بتنافس رياضي وثيق. يتجلى التنافس في سلسلة لعبة الكريكيت لسلسلة بطولات الإيشيز. أقيمت احتفالات في مواكب عندما فازت إنجلترا بسلسلة 2005 بعد 18 عامًا من الهيمنة الأسترالية. كانت أفضل لحظة لفريق اتحاد الرغبي الإنجليزي الفوز على أستراليا للفوز بكأس العالم للرجبي 2003 في سيدني. كان نظرائهم في دوري الرغبي أقل نجاحًا بكثير. يتنافس البلدان عادة على قيادة جدول الميداليات في دورة ألعاب الكومنولث. احتلت إنجلترا في عام 2014، المركز الأول برصيد 174 ميدالية واحتلت أستراليا المرتبة الثانية بـ 137 ميدالية. كان لاعب غولف ملبورن، بيتر طومسون، ثاني أنجح لاعب في بطولة مفتوحة مع 5 انتصارات. يتقاسم الاثنان تنافسًا مشابهًا في الألعاب الأولمبية: كانت أستراليا أكثر نجاحًا طوال النصف الأخير من القرن العشرين، إذ احتلت بريطانيا المركز الأول في جميع الألعاب باستثناء ثلاث ألعاب أولمبية بين عامي 1956 و2012، وكان الحد المهم الذي حدث في عام 1996 عندما انتهى المطاف بأستراليا في المرتبة السابعة، أما بريطانيا العظمى ففي المركز 36. حقق لاعبو التنس الأستراليون نجاحًا كبيرًا في الألعاب الثنائية للرجال في ويمبلدون باللاعبين مارك وودفورد والفائز 9 مرات تود وودبريدج. فاز كل من رود لافر وجون نيوكومب ومارجريت كورت بألقاب فردية متعددة في ويمبلدون ولكن لم يفز أي لاعب بريطاني ببطولة أستراليا المفتوحة منذ عام 1934.

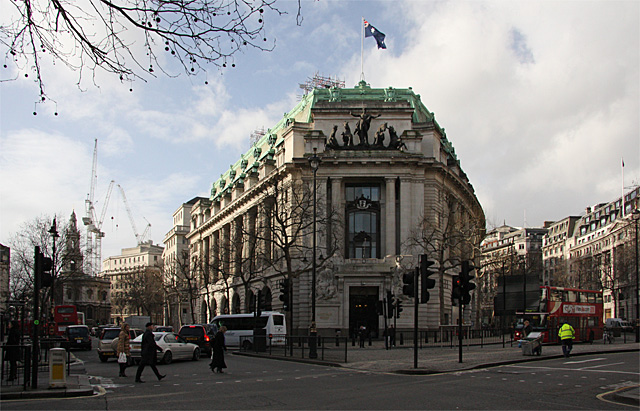
المقر الأسترالي، مقر المفوضية العليا لأستراليا في لندن
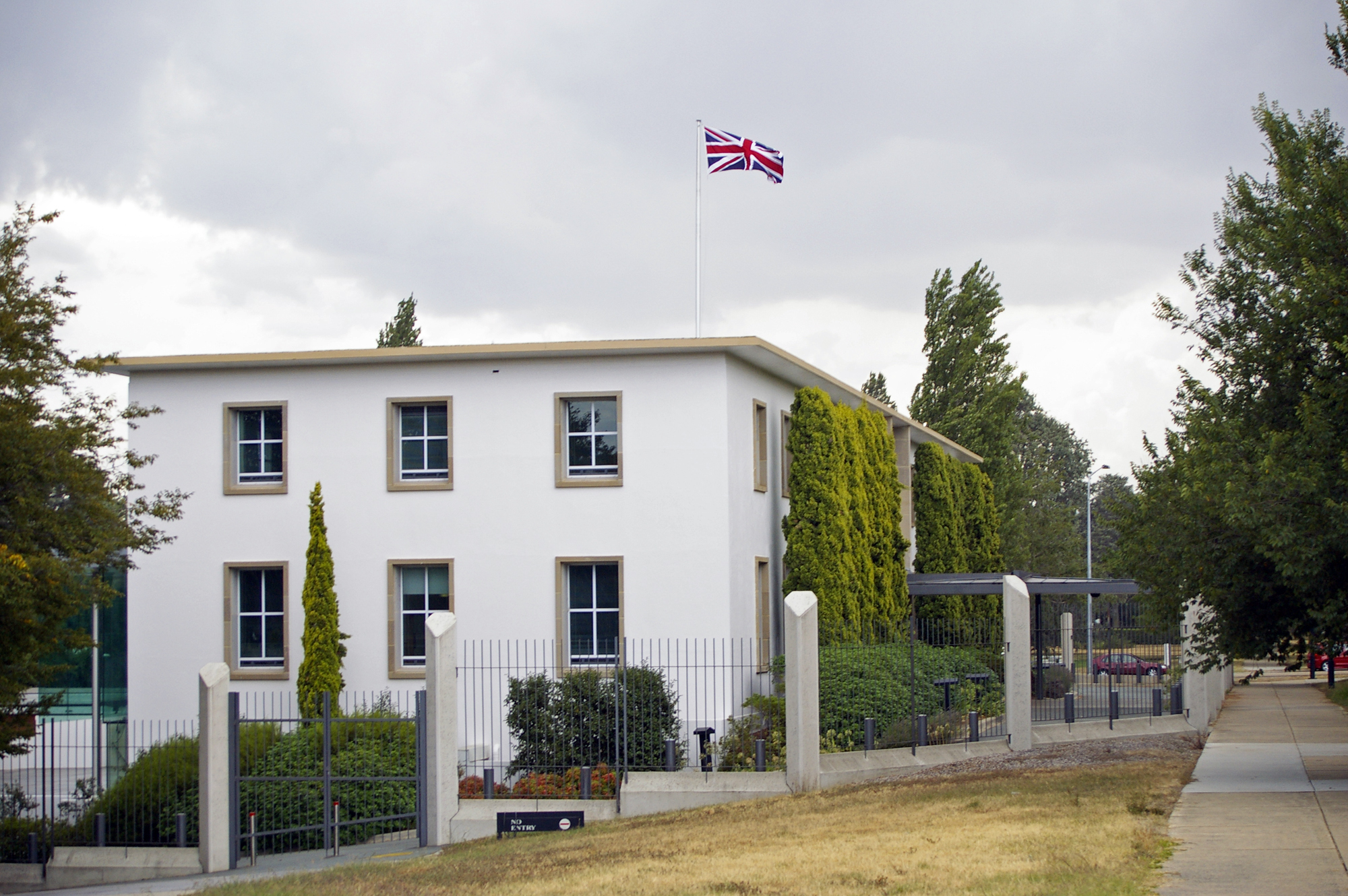
المفوضية البريطانية العليا في كانبرا
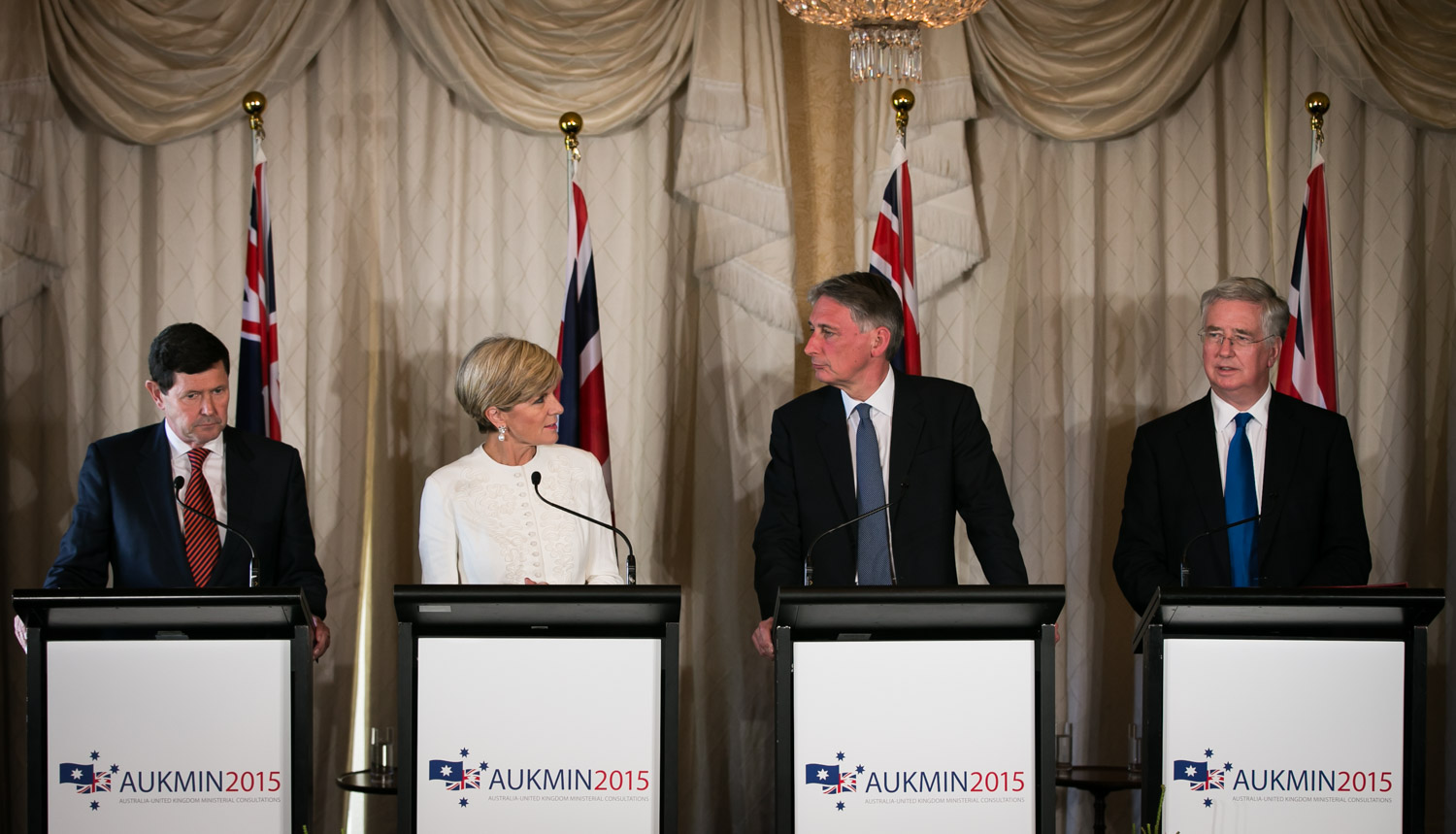
المؤتمر الصحفي الوزاري الأسترالي البريطاني (المشاورات الوزارية بين أستراليا والمملكة المتحدة) في سيدني، في فبراير عام 2015

## مقارنة بين البلدين
هذه مقارنة عامة ومرجعية للدولتين:
| وجه المقارنة                                              | أستراليا                                   | المملكة المتحدة                 |
| --------------------------------------------------------- | ------------------------------------------ | ------------------------------- |
| المساحة (كم2)                                             | 7.69 مليون                                 | 242.50 ألف                      |
| عدد السكان (نسمة)                                         | 24.51 مليون                                | 66.02 مليون                     |
| الكثافة السكانية (ن./كم²)                                 | 3.19                                       | 272.25                          |
| العاصمة                                                   | كانبرا، ملبورن                             | لندن                            |
| اللغة الرسمية                                             | لغة إنجليزية                               | لغة إنجليزية، اللغة الويلزية    |
| العملة                                                    | دولار أسترالي، جنيه إسترليني، جنيه أسترالي | جنيه إسترليني                   |
| الناتج المحلي الإجمالي (بليون دولار)                      | 1.32 تريليون                               | 2.62 تريليون                    |
| الناتج المحلي الإجمالي (تعادل القوة الشرائية) بليون دولار | 1.10 تريليون                               | 2.72 تريليون                    |
| الناتج المحلي الإجمالي الاسمي للفرد دولار أمريكي          | 56.31 ألف                                  | 43.88 ألف                       |
| الناتج المحلي الإجمالي للفرد دولار أمريكي                 | 45.92 ألف                                  | 40.23 ألف                       |
| مؤشر التنمية البشرية                                      | 0.939                                      | 0.907                           |
| رمز المكالمات الدولي                                      | +61                                        | +44                             |
| رمز الإنترنت                                              | .au                                        | .uk، .gb                        |
| المنطقة الزمنية                                           |                                            | توقيت غرينيتش، توقيت غرب أوروبا |

## مدن متوأمة
في ما يلي قائمة باتفاقيات التوأمة بين مدن أسترالية وبريطانية:
- ترتبط سيدني مع بورتسموث باتفاقية توأمة منذ 16 سبتمبر 1980.[28]
- ترتبط نيوكاسل مع نيوكاسل أبون تاين باتفاقية توأمة.
- ترتبط City of Casey [الإنجليزية]‏ مع Berwick-upon-Tweed [الإنجليزية]‏ باتفاقية توأمة.
- ترتبط فرمنتل الشرقية [الإنجليزية]‏ مع مدينة ويتبي باتفاقية توأمة.
- ترتبط بورت لينكولن مع لنكولن باتفاقية توأمة.
- ترتبط بنديجو مع بينزانس باتفاقية توأمة.

## منظمات دولية مشتركة
يشترك البلدان في عضوية مجموعة من المنظمات الدولية، منها:
| علم المنظمة | اسم المنظمة                                   | تاريخ انضمام أستراليا | تاريخ انضمام المملكة المتحدة |
| ----------- | --------------------------------------------- | --------------------- | ---------------------------- |
|             | مجموعة العشرين                                | ?                     | 26 سبتمبر 1999               |
|             | AUSCANNZUKUS ‏                                 | ?                     | ?                            |
|             | Five Eyes Air Force Interoperability Council ‏ | ?                     | ?                            |
|             | منظمة التعاون الاقتصادي والتنمية              | ?                     | 2 مايو 1961                  |
|             | منظمة التجارة العالمية                        | ?                     | 1995                         |
|             | برنامج التعاون التقني ‏                        | ?                     | ?                            |
|             | الاتحاد البريدي العالمي                       | ?                     | ?                            |
|             | دول الكومنولث                                 | ?                     | 11 ديسمبر 1931               |
|             | الوكالة الدولية للطاقة                        | ?                     | ?                            |
|             | ANZUK ‏                                        | ?                     | ?                            |
|             | مجموعة الموردين النوويين                      | ?                     | ?                            |
|             | يونسكو                                        | 4 نوفمبر 1946         | 4 نوفمبر 1946                |
|             | الفريق المعني برصد الأرض                      | ?                     | ?                            |
|             | مؤسسة التمويل الدولية                         | 20 يوليو 1956         | 20 يوليو 1956                |
|             | المركز الدولي لتسوية المنازعات الاستشارية     | 1 يونيو 1991          | 18 يناير 1967                |
|             | بنك التنمية الآسيوي                           | 1966                  | 1966                         |
|             | منظمة حظر الأسلحة الكيميائية                  | ?                     | ?                            |
|             | مؤسسة التنمية الدولية                         | 24 سبتمبر 1960        | 24 سبتمبر 1960               |
|             | مجموعة أستراليا                               | 1985                  | 1985                         |
|             | نظام تحكم تكنولوجيا القذائف                   | 1990                  | 1987                         |
|             | وكالة ضمان الاستثمار متعدد الأطراف            | 10 فبراير 1999        | 12 أبريل 1988                |
|             | الاتحاد الدولي للاتصالات                      | 27 مايو 1878          | 24 فبراير 1871               |
|             | منظمة الشرطة الجنائية الدولية                 | ?                     | ?                            |
|             | الأمم المتحدة                                 | 1 نوفمبر 1945         | 24 أكتوبر 1945               |
|             | البنك الدولي للإنشاء والتعمير                 | 5 أغسطس 1947          | 27 ديسمبر 1945               |
|             | Combined Communications-Electronics Board ‏    | ?                     | ?                            |
|             | المنظمة الهيدروغرافية الدولية                 | ?                     | ?                            |
|             | ABCANZ Armies ‏                                | ?                     | ?                            |
|             | سياتو                                         | ?                     | ?                            |

## أعلام
هذه قائمة لبعض الشخصيات التي تربطها علاقات بالبلدين:
- أندرو جايلز (سياسي أسترالي، 31 يوليو 1973 – )
- أوليفر سوندرز (26 يونيو 1987 – )
- بيلي سينج (عسكري أسترالي، 2 مارس 1886 – 19 مايو 1943)
- توم هوبر (5 أكتوبر 1972 – )
- تيم مينشن (7 أكتوبر 1975[45][46] – )
- جايلز ماثي (11 نوفمبر 1987 – )
- جورجيا كينغ (ممثلة بريطانية، 18 نوفمبر 1986[47] – )
- روبرت ماي (8 يناير 1936[48] – )
- روبين لاولي (عارضة أسترالية، 13 يونيو 1989 – )
- شيرلي ستريكلاند (18 يوليو 1925[49][50] – 11 فبراير 2004)
- فرانسيس بيكون (رسام أيرلندي، 28 أكتوبر 1909[51][52][53] – 28 أبريل 1992[54][55][56])
- ماري موريس (ممثلة بريطانية، 13 ديسمبر 1915[57][58][59] – 14 أكتوبر 1988[57][58][59])
- ميريام مارجولييس (ممثلة بريطانية، 18 مايو 1941[60][61][62] – )
- ويلبرفورس إفانس (10 ديسمبر 1867 – 2 فبراير 1920)
- ويليام جونز (لاعب كركيت من المملكة المتحدة، 26 مارس 1990 – )

## وصلات خارجية
- موقع وزارة الخارجية الأسترالية
- موقع وزارة الخارجية البريطانية